# コーセーアールイー
株式会社コーセーアールイー（KOSE R.E. Co.,Ltd.）は、マンションの分譲などを行う不動産会社である。本社は福岡県福岡市中央区赤坂にある。東京証券取引所スタンダード市場及び福岡証券取引所上場。化粧品会社のコーセーとは関係がない。

## 概要
1992年8月に創業。2005年1月に「株式会社コーセーアールイー」に商号変更し、本社を福岡市中央区赤坂に移転。2007年8月2日、福岡証券取引所に上場。2012年4月24日にはジャスダックにも上場し、2016年9月28日に東京証券取引所第二部に市場変更、2017年10月23日には東京証券取引所第一部に指定された。
社名の由来は中国語で清く正しくという意味の「光済（コウセイ）」である。福岡都市圏を中心にグランフォーレというブランド名でマンション分譲を行う。
事業所
- 本社 - 福岡県福岡市中央区
- 東京支店 - 東京都千代田区

グループ企業
- 株式会社コーセーアセットプラン - 福岡県福岡市中央区
- 株式会社アールメンテナンス - 福岡県福岡市中央区

マンションブランド
- グランフォーレ
- ラフォーレ

## 訴訟
コーセーアールイーは内々定を出していた学生2名に対して採用内定通知書授与の直前にこれを取り消したことに対して、当該学生が2009年1月から2月にかけて損害賠償と慰謝料を求める労働審判手続の申立てを行った。
2010年6月2日、福岡地方裁判所は内々定であっても信義則に反する不法行為であるとして、損害賠償と慰謝料の両方を認めた。この判決を不服とした学生・コーセーアールイー双方が控訴した。
2011年3月10日、福岡高等裁判所は内々定取り消しは内定取り消しと異なり不法行為とまではいえないとし、学生側の損害賠償は認めず、慰謝料のみを認めた。この高裁判決が確定判決となっている。

## 不祥事
2019年12月9日、子会社の株式会社コーセーアセットプランにおいて、顧客にマンションを販売する際、銀行へ提出する源泉徴収票等の収入を証明する書類や、中古物件の入居者から受領する賃料に関する書類を書き換えた疑いがあることをコーセーアールイー自身が発表した。これにより2020年1月期第3四半期報告書の提出が困難となり、福岡財務支局へ報告書提出期限の延長を求めた。